# Pokijärvi
Pokijärvi är en sjö i Gällivare kommun i Lappland och ingår i Råneälvens huvudavrinningsområde. Sjön har en area på 0,101 kvadratkilometer och ligger 321,2 meter över havet.

## Delavrinningsområde
Pokijärvi ingår i det delavrinningsområde (740945-172467) som SMHI kallar för Mynnar i Råneälven. Medelhöjden är 336 meter över havet och ytan är 18,11 kvadratkilometer. Det finns inga avrinningsområden uppströms utan avrinningsområdet är högsta punkten. Lautabäcken som avvattnar avrinningsområdet har biflödesordning 2, vilket innebär att vattnet flödar genom totalt 2 vattendrag innan det når havet efter 147 kilometer. Avrinningsområdet består mestadels av skog (53 procent) och sankmarker (46 procent). Avrinningsområdet har 0,1 kvadratkilometer vattenytor vilket ger det en sjöprocent på 0,6 procent.